# Џон Спрингторп
Џон Спрингторп (енгл. John Springthorpe; Вулверхемптон, 29. август 1855 — Ричмонд, 22. април 1933) био је аустралијски лекар и први дипломац који је постао члан Краљевског медицинског универзитета у Лондону.
Споменик Спрингторпе на генералном гробљу је посвећен његовој супрузи Ани, која је преминула током порођаја 1897.